# Nguyễn Thị Lụa
Nguyễn Thị Lụa (ur. 24 lipca 1991) – wietnamska zapaśniczka w stylu wolnym. Dwukrotna olimpijka. Zajęła szesnaste miejsce w Londynie 2012 w kategorii 48 kg i piętnaste w Rio de Janeiro 2016 w kategorii 53 kg.
Czterokrotna medalistka mistrzostw Azji, srebro w 2014 i 2016, brąz w 2009 i 2010 roku. Złota medalistka igrzysk Azji Południowo-Wschodniej w 2013 roku. Druga na igrzyskach azjatyckich w 2010 i dwunasta w 2014. W mistrzostwach świata, zajęła piąte miejsce w 2009. Ma w dorobku cztery medale mistrzostw Azji juniorów.